# مجتمع سورينام

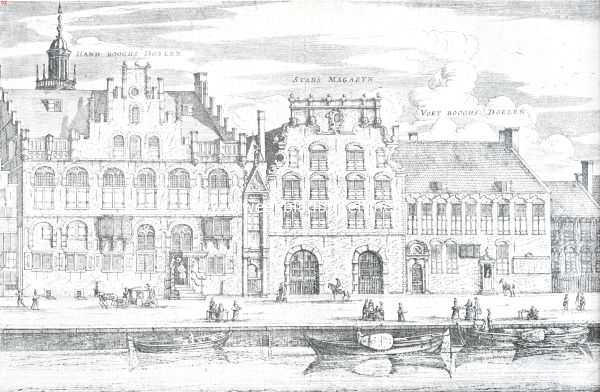
The Society of Suriname met temporarily in the Voetboogdoelen. The building (second from left) was rented in 1674 by the WIC and is sometimes known as the Westindisch Binnenhuis.

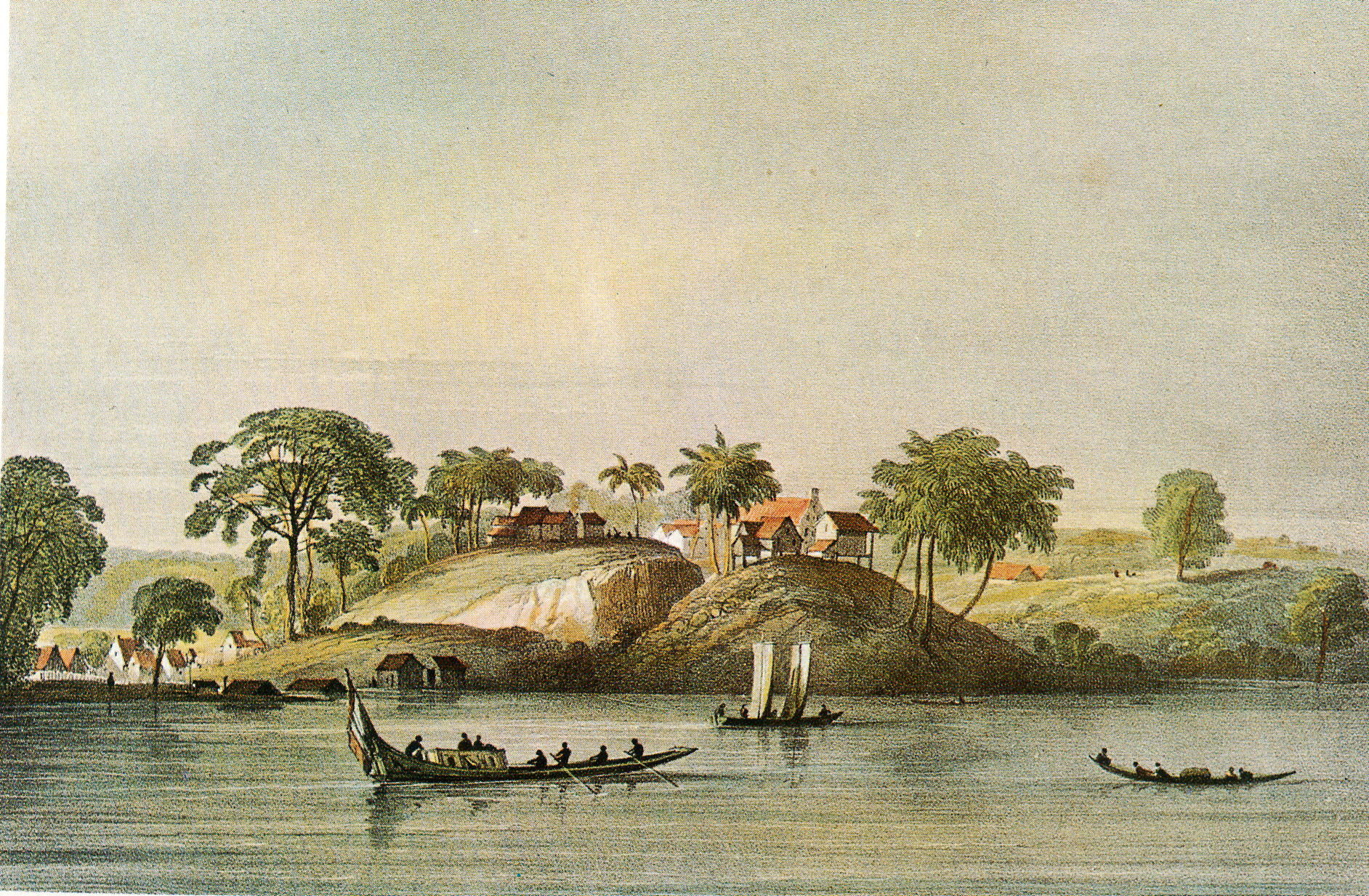
The Jodensavanne

مجتمع سورينام (لغة هولندية: Sociëteit van Suriname) كانت شركة هولندية خاصة على غرار أفكار جان بابتيست كولبير. وتأسست 21 مايو 1683 للاستفادة من إدارة والدفاع عن مستعمرة جمهورية هولندا سورينام. وكان بها ثلاثة المشاركين، مع حصص متساوية في التكاليف والفوائد المترتبة على المجتمع؛ مدينة أمستردام، وأسرة كورنيليس فان آرسن فان سوميليسدايك، وشركة الهند الغربية الهولندية. ومن خلال التراضي يمكن أن ينسحب هؤلاء المساهمين من المجتمع.